# Theodor Cellarius

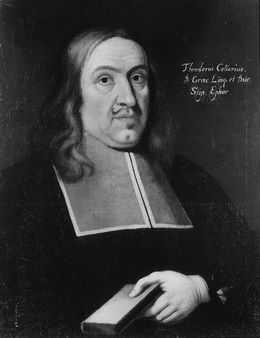
Theodor Cellarius auf einem Gemälde in der Tübinger Professorengalerie

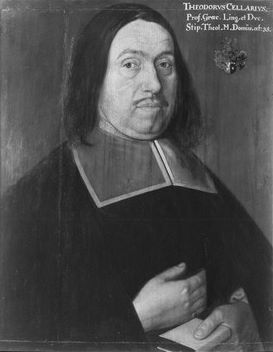
Theodor Cellarius auf einem Gemälde in der Tübinger Professorengalerie

Theodor Cellarius (* 27. November 1627 in Tübingen; † 1677 ebenda) war ein deutscher Altphilologe und Professor an der Universität Tübingen.

## Leben
Theodor Cellarius immatrikulierte sich 1643 an der Universität Tübingen, bekam 1644 seinen Bacc. art. und 1648 den Mag. art. und studierte dann evangelische Theologie. 1650 wurde er Repetent. 1654–1656 war er Diakon in Göppingen und 1656–1660 Klosterpräzeptor in Blaubeuren. Er folgte 1660–1663 einem Ruf als außerordentlicher und 1663–1677 als ordentlicher Professor für griechische Sprache in Tübingen. 1660–1677 war er Magister Domus des evangelischen Stifts in Tübingen. Zwei unterschiedliche Porträts hängen in der Tübinger Professorengalerie. 